# Amnat Charoen (provincie)
Amnat Charoen is een Thaise provincie in het noordoosten van Thailand in het gebied dat ook wel Isaan wordt genoemd. In december 2002 had de provincie 370.360 inwoners, daarmee is het de 63e provincie qua bevolking in Thailand. Met een oppervlakte van 3161,3 km² is het qua omvang de 60e provincie in Thailand. De provincie werd ingesteld in januari 1994 en ligt op ongeveer 703 km van Bangkok. Amnat Charoen grenst aan Yasothon en Ubon Ratchathani en ligt niet aan zee.

## Provinciale symbolen
|  | Het zegel van de changwat bevat in het midden het grote en meest vereerde Boeddhabeeld van de stad en provincie, links en rechts staat een boom met daaronder een olifant. De provinciale boom is Hopea ferrea. |

## Klimaat
De gemiddelde jaartemperatuur is 30 graden.

## Politiek

### Bestuurlijke indeling
De provincie is onderverdeeld in 7 districten (Amphoe).
| Amphoe 1. Mueang Amnat Charoen 2. Chanuman 3. Pathum Ratchawongsa 4. Phana 5. Senangkhanikhom 6. Hua Taphan 7. Lue Amnat |